# Новоуколово
Новоуколово (рос. Новоуколово) — село у Красненському районі Бєлгородської області Російської Федерації.
Населення становить 1429 осіб. Входить до складу муніципального утворення Новоуколовське сільське поселення.

## Історія
Населений пункт розташований у східній частині української суцільної етнічної території — східній Слобожанщині.
Згідно із законом від 20 грудня 2004 року № 159 від 20 грудня 2004 року органом місцевого самоврядування було Новоуколовське сільське поселення.

## Населення
| 2002 | 2010  |
| ---- | ----- |
| 1511 | ↘1429 |